# Merionoeda distinctipes
Merionoeda distinctipes är en skalbaggsart som beskrevs av Maurice Pic 1922. Merionoeda distinctipes ingår i släktet Merionoeda och familjen långhorningar. Inga underarter finns listade i Catalogue of Life.